# James Hepburn, 4:e earl av Bothwell

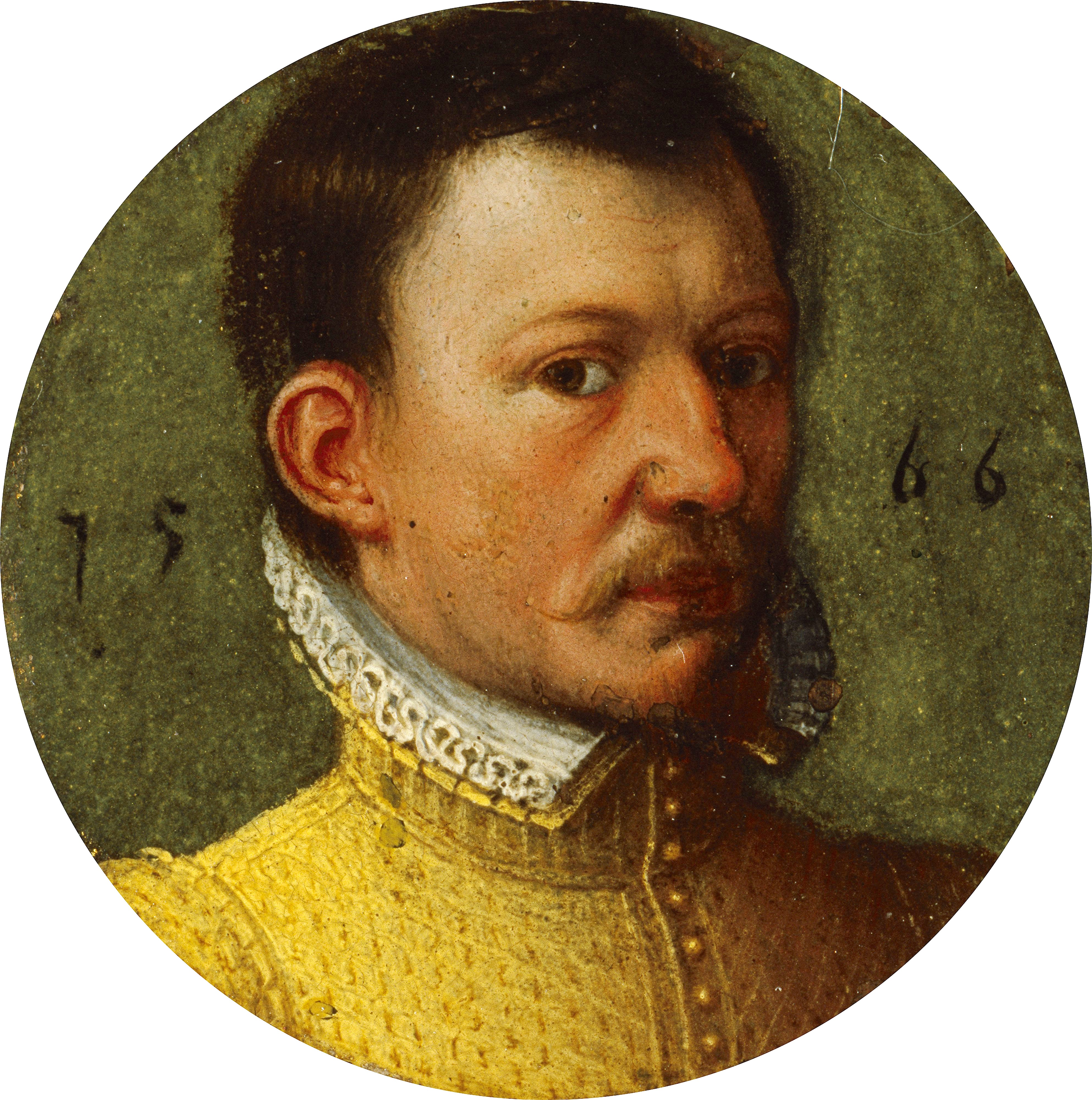
James Hepburn, 4:e earl av Bothwell

James Hepburn, 4:e earl av Bothwell,  född cirka 1534, död 14 april 1578, hertig av Orkney, markis av Fife, 4:e earl av Bothwell, ofta kallad bara Bothwell,  skotsk adelsman, den skotska drottningen, Maria Stuarts tredje gemål.

## Biografi
Bothwell var son till Patrick Hepburn, 3:e earl av Bothwell, som han efterträdde som earl 1556. Den tid när drottningens halvbror, greven av Moray, hade makten i landet vistades Bothwell i landsflykt (åren 1562–1565). Efter mordet på Maria Stuarts sekreterare, David Rizzio fick Bothwell stort inflytande över henne.  Även om han troligen var Marias rådgivare redan då hon återvände till Skottland 1561, tycks deras förhållande inte ha inletts förrän 1566, efter hennes son, den blivande Jakob VI av Skottlands födelse. Bothwell hade gift sig med Jean, dotter till George Gordon, 4:e earl av Huntly, i februari det året. Äktenskapet varade bara drygt ett år.
Maria Stuart levde i ett olyckligt äktenskap med Henry Stuart Darnley och Bothwell erhöll från drottningen stora förläningar och utmärkelser. 
Då Maria fick höra att Bothwell hade blivit allvarligt skadad och kunde dö, besökte hon honom på Hermitage Castle bara några veckor efter ha fött Jakob. Bothwell skilde sig från sin hustru med hänvisning till att han varit otrogen med hennes tjänare, Bessie Crawford, i maj 1567, tre månader efter Marias andre make, Henry Stuart, Lord Darnleys död. När Darnley mördades 1567 ansågs det att Bothwell låg bakom mordet. Han frikändes dock inför domstol och blev ännu populärare hos drottningen. Maria Stuart bortfördes med låtsat våld av Bothwell och hans äktenskap upplöstes. Han utnämndes till hertig av Orkney- och Shetlandsöarna. 
15 maj 1567 vigdes Bothwell och Maria Stuart, tolv dagar efter hans skilsmässa. Äktenskapet gjorde henne impopulär och ledde till att hon tvingades abdikera från tronen. Efter giftermålet blev det resning inom adeln och i december samma år efter Slaget vid Carberry Hill drogs Bothwells titlar och ägor in för förräderi. Han flydde från Skottland efter till Skandinavien i hopp om att kunna samla ihop en armé för att återinsätta Maria på tronen men fängslades i september 1567 av Fredrik II av Danmark, först i Norge (Bergen) och sedan på Malmöhus slott mellan 1567 och 1573 och sedan det ökända Dragsholms slott på Själland efter ett misslyckat flyktförsök. 1570 fick Maria Stuart skilsmässa från Bothwell på den formella grunden att Bothwell våldtagit henne före bröllopet. Han avled i fängelse på Dragsholm 14 april 1578. 
Hans mumifierade lik påträffades i Fårevejle kyrka på Själland i Danmark, kyrkan nära Dragsholm. Mumien låg länge synlig i en glasmonter. På önskemål från drottning Margrethe lades det på 1980-talet i en sluten träkista.